# Нижнетуринский муниципальный округ
Нижнетуринский городской округ — муниципальное образование в Свердловской области России, относится к Северному управленческому округу.
Административный центр — город Нижняя Тура.
С точки зрения административно-территориального устройства области, ГО находится в границах административно-территориальной единицы города Нижняя Тура.
С 1 января 2025 года имеет статус муниципального округа.

## География
Город (городской округ) расположен в западной части Свердловской области. Основная водная артерия округа — река Тура с притоками (Именная, Ис, Нясьма, Талица), давшая название городу, который расположен в её излучине, и округу. Площадь округа — 193 995 га.
Соседние административно-территориальные единицы и муниципальные образования:
- Новолялинский район (городской округ);
- Верхотурский район (городской округ);
- (город) Красноуральск;
- Кушва (Кушвинский городской округ);
- город Лесной (ЗАТО);
- город Качканар (Качканарский городской округ).

Помимо того, на северо-западе граничит с Пермским краем.

## История

### Нижнетуринский городской совет
9 марта 1949 года рп Нижняя Тура был преобразован в город областного подчинения.
30 ноября 1949 года Ёлкинский, Именновский и Новозаводской сельсоветы были перечислены из Исовского района в пригородную зону Нижней Туры.
5 ноября 1955 года территория упразднённого Исовского района была подчинена Нижнетуринскому горсовету.
28 декабря 1956 года Новотуринский сельсовет был перечислен из Верхотурского района в административное подчинение Нижней Туры.
10 апреля 1959 года пос. строителей горнообогатительного комбината Качканар пригородной зоны Нижней Туры был отнесён к категории рабочих поселков, с сохранением наименования Качканар; был образовать Качканарский поссовет, в его административно-территориальное подчинение был передан пос. Именновский из состава Валериановского поссовета.
13 мая 1959 года:
- был образован Ниновский сельсовет с центром в пос. Ниновским, в административно-территориальное подчинение сельсовета были переданы населённые пункты Рудный, Сахалин, Дражный и 20-й км из состава Старолялинского сельсовета, пос. 31-го км из Маломальского сельсовета, населённый пункт Вогулка из Исовского поссовета;
- Артельнинский поссовет был упразднён, населенные пункты Артельный и Шуркино были переданы в административно-территориальное подчинение Исовского поссовета, населенные пункты Александровское, Борисовское и Каменушка в административно-территориальное подчинение Косьинского поссовета;
- Ёлкинский сельсовет упразднен, населённые пункты Ёлкино и 60-го км были переданы в административно-территориальное подчинение Маломальского поссовета, населённые пункты Бушуевка и Балабанка в административно-территориальное подчинение Валериановского поссовета;
- Новозаводской сельсовет был упразднён, населённые пункты Александровка, Косая Речка, Кирпичный завод и ж.д. ст. ГРЭС были включены в черту Нижней Туры; населенные пункты Осинов Мыс, Железянка и Смолянка были перечислены в административно-территориальное подчинение Именновского сельсовета;
- был перенесён центр Новотуринского сельсовета в пос. ж.д. ст. Платина, сельсовет переименован в Платиновский;
- Маломальский поссовет был переименован в Глубоковский с центром в рп Глубокой;
- Кытлымский поссовет был перечислен из пригородной зоны Нижней Туры в административно-территориальное подчинение Карпинского горсовета;
- населённые пункты Старая Ляля, Парча, Яборково, Мелехино, Лубянка, Нясьма, пос. № 49 и № 57 Старолялинского сельсовета и все насёленные пункты Павдинского поссовета были перечислены из пригородной зоны Нижней Туры в административно-территориальное подчинение Новолялинского района.

25 июля 1959 года в пригородной зоне Нижней Туры рп Маломальск был переименован в рп Глубокая, населённый пункт Качканарский — в населенный пункт Утянка.
11 марта 1960 года центр Именновского сельсовета был перенесён в пос. Выя, Именновский сельсовет переименован в Выйский.
21 апреля 1964 года пос. Ёлкино был отнесен к категории рабочих посёлков, поссовет был передан в административно-территориальное подчинение горсовета Нижней Туры.
1 февраля 1963 года горсовет Нижней Туры был подчинён Свердловскому областному (промышленному) совету депутатов трудящихся, Нижнетуринскому горсовету были переданы в подчинение Валериановский, Глубоковский, Исовский, Косьинский и Качканарский поссоветы и Выйский, Ниновский и Платиновский сельсоветы.
28 апреля 1963 года ст. Нижнетуринский завод Свердловской ж.д. была переименована в ст. Нижняя Тура.
27 августа 1968 года пос. Бушуевка был передан из состава Валериановского поссовета в административно-территориальное подчинение Ёлкинского поссовета.
22 ноября 1966 года были переименованы населенные пункты: пос. центральной усадьбы совхоза № 1 — в пос. Сигнальный; пос. отделения № 1 совхоза «Таёжный» — в пос. Чащавита; пос. отделения № 2 совхоза «Таёжный» — в пос. Таёжный; пос. 20-го км — в пос. Черничный; пос. 31-го км — в пос. Ермаковский.
9 октября 1968 года рп Качканар был преобразован в город областного подчинения.
4 декабря 1970 года центр Ниновского сельсовета был перенесён в пос. Черничный, название сельсовета сохранено.
3 марта 1971 года пос. Федино был включён в черту рп Иса, пос. Верх-Косья в черту рп Косьи.
10 августа 1972 года на территории Ёлкинского поссовета был зарегистрирован пос. Мельничный.
11 октября 1972 года были исключены из учётных данных как прекратившие существование: пос. Боковое, Георгиевский и Снежное Глубоковского поссовета; пос. разъезд 60 км, разъезд 61 км, Талица Ёлкинского поссовета; пос. Трудный Исовского поссовета; пос. Седьмой Косьинского поссовета; пос. Калугинский, Осинов Мыс, разъезд 40 км, Смолянка Выйского сельсовета; пос. Вогулка и Рудный Ниновского сельсовета; пос. Михайловский и разъезд 58 км Платиновского сельсовета.
10 июля 1976 года:
- рп Глубокая Глубоковского поссовета был отнесён к категории сельских поселений, Глубоковский поссовет был упразднён, пос. Глубокая, Маломальский и Талисман были переданы в административно-территориальное подчинение Исовского поссовета;
- пос. Сигнальный был передан из состава Глубоковского сельсовета в административно-территориальное подчинение Ниновского сельсовета;
- центр Ниновского сельсовета был перенесён в пос. Сигнальный, Ниновский сельсовет переименован в Сигнальный сельсовет;
- пос. Ёлкино и Чащавита были включены в черту рп Ёлкино;
- пос. Белая, Благонадёжный, Дружелюбный, Журавлик, Общественный, Семёновский, Троицкий и Зимовье были включены в черту рп Иса;
- пос. Кучум и Петропавловский были включены в черту рп Косьи;
- было уточнено как правильное название сельсовета Платинский, а не Платиновский;
- были исключены из учётных данных как прекратившие существование пос. Вознесенский и Первомайский Исовского поссовета; пос. Александровский и Утянка Косьинского поссовета; пос. разъезд 2 км ж.д. и разъезд 72 км ж.д. Выйского сельсовета; пос. Дражный, Октябрьский и Сахалин Ниновского сельсовета.

20 декабря 1976 года был исключён из учётных данных как прекративший существование пос. Ниновский Сигнального сельсовета.
9 февраля 1977 года были уточнены как правильные наименования: пос. Граневое (вместо варианта пос. Граневое(ой)) Косьинского поссовета, пос. Выя (вместо пос. Большая Выя) Выйского сельсовета, д. Большая Именная (вместо пос. Большая Именная) Выйского сельсовета.
29 марта 1978 года был исключён из учётных данных как прекративший существование пос. разъезд 45 км ж.д. Выйского сельсовета.
28 января 1982 года было составлено описание городской черты Нижней Туры.
25 января 1983 года был исключён из учётных данных как прекративший существование пос. Каменушка Косьинского поссовета.
31 марта 1987 года был исключён из учётных данных как прекративший существование пос. Боровское Косьинского поссовета.
В 1990-х из подчинения Нижней Туре вышел Ёлкинский поссовет, включённый в ЗАТО Лесной.

### Муниципальное образование
17 декабря 1995 года по итогам местного референдума было создано муниципальное образование со статусом муниципального района Нижнетуринский район, в которое вошли город Нижняя Тура и территории, подчинённые городской администрации (без населённых пунктов, образовавших ЗАТО Лесной). 10 ноября 1996 года муниципальное образование было включено в областной реестр.
С 31 декабря 2004 года Нижнетуринский район был наделён статусом городского округа. Рабочие посёлки Ис и Косья были преобразованы в сельские населённые пункты.
С 1 января 2006 года муниципальное образование Нижнетуринский район было переименовано в Нижнетуринский городской округ.

## Население
| 2002    | 2009    | 2010    | 2011    | 2012    | 2013    | 2014    |
| ------- | ------- | ------- | ------- | ------- | ------- | ------- |
| 31 256  | ↘29 529 | ↘28 000 | ↘27 926 | ↘27 605 | ↘27 512 | ↘27 096 |
| 2015    | 2016    | 2017    | 2018    | 2019    | 2020    | 2021    |
| ↘26 654 | ↘26 264 | ↘25 942 | ↘25 547 | ↘25 125 | ↘24 848 | ↘22 827 |
| 2023    |         |         |         |         |         |         |
| ↘22 272 |         |         |         |         |         |         |

## Населённые пункты, административно-территориальное устройство
В состав муниципального образования (городского округа) и административно-территориальной единицы (города) входят 22 населённых пункта: 1 город, остальные сельские. До 1 октября 2017 года сельские населённые пункты делились на сельсоветы и сельские населённые пункты, непосредственно входящие в город.

### Административно-территориальное устройство до 1.10.2017
| №        | ТЕ / АТЕ          | Состав | Упразднённые после 1991 н.п.        |
| -------- | ----------------- | --- | ----------------------------------- |
| 1        | город Нижняя Тура | Нижняя Тура |                                     |
| 2        | с.н.п.            | посёлки Артельный, Борисовский, Верх-Ис, Глубокая, Граневое, Ис, Косья, Лабазка, Маломальский, Покап, Талисман, Шуркино |                                     |
| 2.000001 | сельсоветы        | |                                     |
| 3        | Выйский           | посёлки Большая Выя, Малая Выя, деревни Большая Именная, Малая Именная                                                  | посёлок Болтовое, деревня Железенка |
| 4        | Платинский        | посёлки Платина, Новая Тура                                                                                             |                                     |
| 5        | Сигнальный        | посёлки Сигнальный, Ермаковский, Черничный                                                                              |                                     |

### Населённые пункты
| №  | Населённый пункт | Тип               | Население |
| -- | ---------------- | ----------------- | --------- |
| 1  | Артельный        | посёлок           | ↘1        |
| 2  | Большая Выя      | посёлок           | ↘148      |
| 3  | Большая Именная  | деревня           | ↘110      |
| 4  | Борисовский      | посёлок           | ↘1        |
| 5  | Верх-Ис          | посёлок           | ↘16       |
| 6  | Глубокая         | посёлок           | ↘15       |
| 7  | Граневое         | посёлок           | ↘1        |
| 8  | Ермаковский      | посёлок           | →0        |
| 9  | Ис               | посёлок           | ↘3222     |
| 10 | Косья            | посёлок           | ↘209      |
| 11 | Лабазка          | посёлок           | ↗9        |
| 12 | Малая Выя        | посёлок           | ↗23       |
| 13 | Малая Именная    | деревня           | ↘44       |
| 14 | Маломальский     | посёлок           | ↗5        |
| 15 | Нижняя Тура      | город, адм. центр | ↘17 985   |
| 16 | Новая Тура       | деревня           | ↗95       |
| 17 | Платина          | посёлок           | ↘160      |
| 18 | Покап            | посёлок           | ↘3        |
| 19 | Сигнальный       | посёлок           | ↘427      |
| 20 | Талисман         | посёлок           | ↘2        |
| 21 | Черничный        | посёлок           | →0        |
| 22 | Шуркино          | посёлок           | ↘0        |

С 31 декабря 2004 года рабочие посёлки Ис и Косья были преобразованы в сельские населённые пункты.
Исторически выделялись поссоветы:
- Исский поссовет — рабочий посёлок Ис, посёлки Артельный, Глубокая, Маломальский, Талисман, Шуркино;
- Косьинский поссовет — рабочий посёлок Косья, посёлки Борисовский, Верх-Ис, Граневое, Лабазка, Покап и упразднённый 31 марта 1987 года посёлок Боровское[33][34].

### Упразднённые населённые пункты
16 июля 1998 года была упразднена деревня Железенка (Выйского сельсовета) в связи с включением в границу города Нижняя Тура.
27 февраля 2007 года был упразднён посёлок Болтовое (Выйского сельсовета).